# Réserve naturelle de La Pietra
La Réserve naturelle de La Pietra (en italien : Riserva naturale La Pietra) est une zone naturelle protégée située sur les communes de Roccastrada et de Chiusdino, en Toscane,.

## Territoire
La réserve est traversée par les ruisseaux Farma et Farmulla, à quelques kilomètres de la réserve naturelle de la Farma. Elle a une forme allongée dans une direction ouest-est avec une crête centrale et des pentes inclinées. Les altitudes les plus élevées sont atteintes à Poggio Ricavolo (533 m ) et à Poggio Alto (512 m). Sur le côté Sud se trouve un éperon rocheux caractéristique appelé La Pietra qui donne son nom à la réserve.
La réserve naturelle provinciale de La Pietra a été créée le 27 février 1996. La Réserve fait partie du site d'importance communautaire (SIC) no 103 identifié comme une zone avec de grandes surfaces forestières bien préservées où les espèces ligneuses rares au niveau régional sont d'une grande importance. Inclus parmi les sites du Birdlife International en raison de la présence de diverses espèces de rapaces nicheurs et notamment pour le signalement très intéressant de deux couples de faucon lanier.

## Galerie

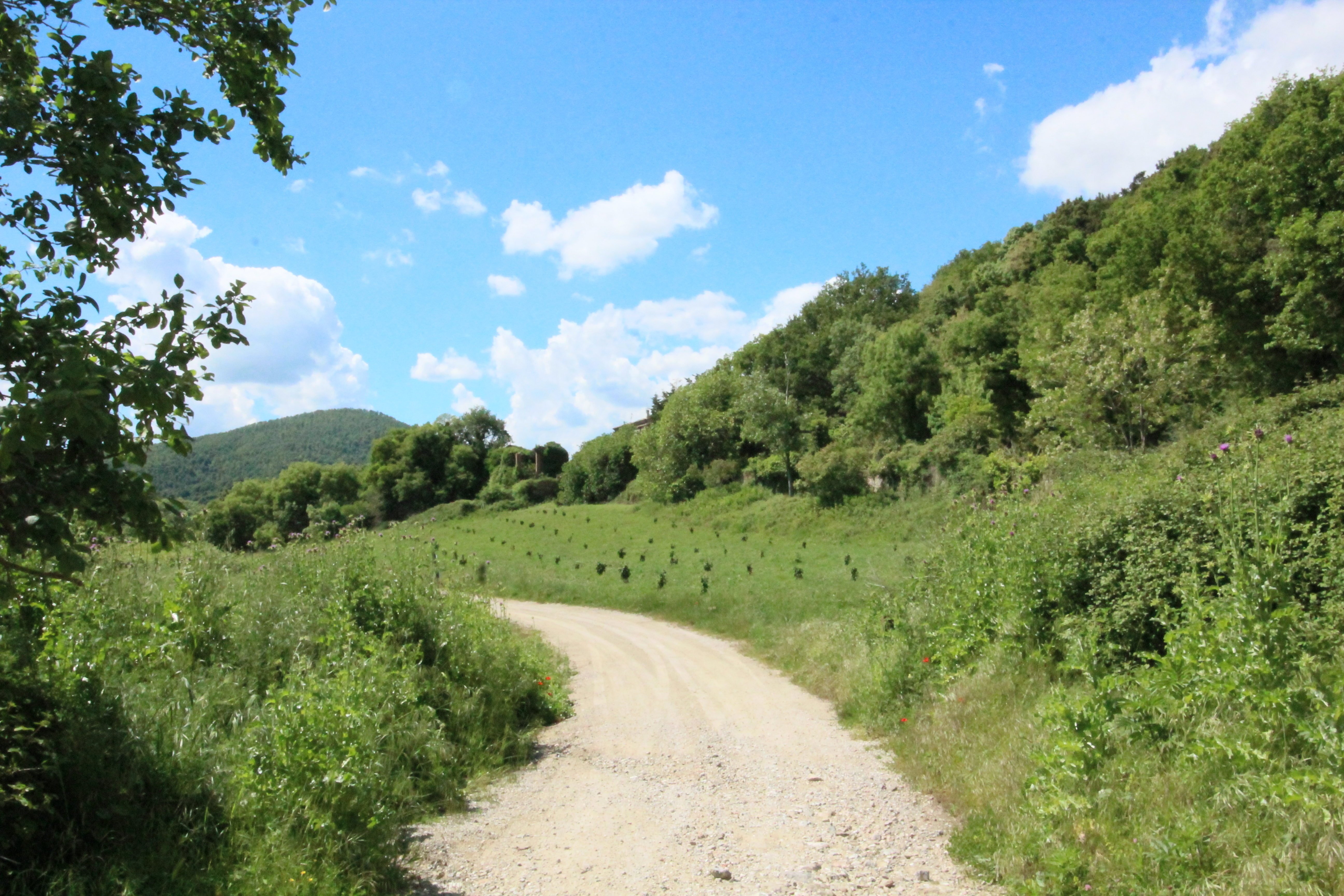
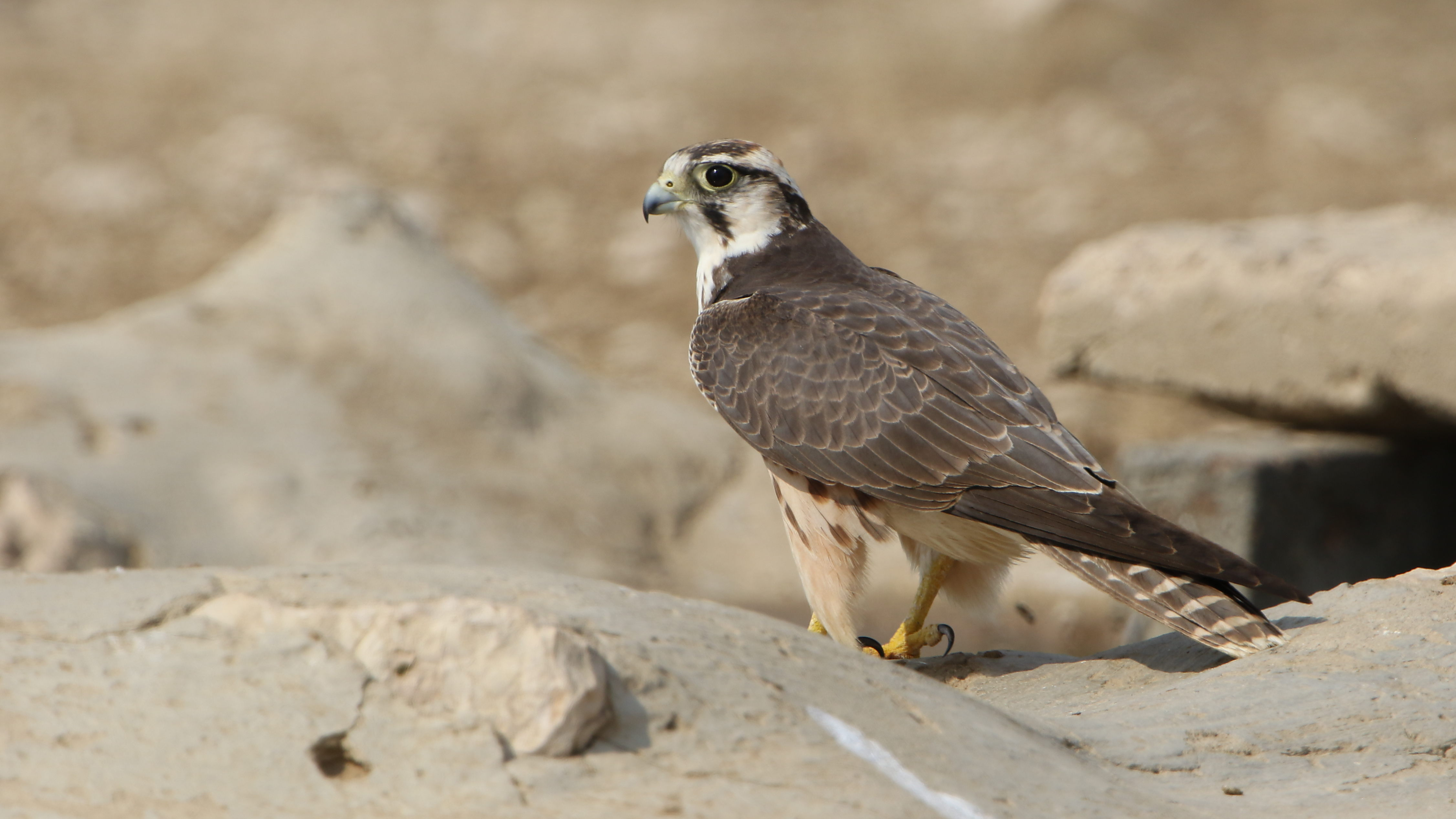
Faucon lanier.